# داله (دهانه)
داله یک دهانه برخوردی در ماه‌ است.